# 亲密关系
亲密关系（英語：Intimate relationship）是指包括身体和/或情感亲密的人际关系。虽然亲密关系通常是性关系（sexual relationship），但也可能是非性关系。亲密关系有如下几个特点：
- 持久的行为相互依存
- 经常的相互作用
- 情感依恋
- 需要精神上的满足感

亲密关系在人类的生活经历方面占有举足轻重的地位。人类与生俱来地具有一种归属感和去爱别人的需要，而当这些需要被满足时，亲密关系就形成了。亲密关系包括几类人群，例如：受到吸引的人，喜欢或爱的人，存在浪漫友情或性关系的人，获得感情支持、与之相伴一生的人。
亲密关系在社会交往中为人们提供了一个坚实的感情联系，满足了人们希望被关怀的天性。
几十年来，亲密关系的系统性研究在社会心理学上暂时还是一个相对新颖的领域。虽然在亲密关系上系统性地研究才刚刚起步，但是亲密关系的社会思想和分析可以追溯到早期希腊哲学家。早期的学术研究同样对亲密关系很感兴趣，不过这只限于在两个人或小团体范围内的研究，很少涉及到竞争与合作、协商与谈判、服从与反抗行为的研究。
身體親密是以愛情、激情、依恋或性行为为特征的。

## 亲密
亲密通常是指密切的私人联系和归属感。它是通过很深的互相了解和认知形成的一种互相熟悉和喜欢的关系。真正的人类亲密关系需要对话性、透明性、脆弱性和互惠性。
在人际交往中，亲密的级别和意义通常会随着关系的不同而改变。人类学研究表明，亲密是魅力的产物，它是他人对自身的成功吸引，一个融洽的建设进程。它可以使各方放心地披露以前隐藏起来的想法和感受。要发展一个亲密关系，通常要耗去可观的时间（可能是几个月、几年而不是几天、几小时）。
人类学家和动物学家都注意到，时间的改变会带来潜意识上的身体语言改变。亲密关系如果要经受住时间的考验，需要长时间人与人之间的各个方面的了解。亲密需要一个既可以懂得独处又可以懂得相处的能力。这叫做自主分化。以自我认识和自我分化为中心的亲密行为通常存在于家庭、朋友和恋人之间。通过透露自己的信息、坦率地与别人相处，亲密得以实现演变。如果发展亲密关系的方式不当，可能导致亲密关系过于紧密和/或过快。有些人可能尽可能地寻求发展以维持和稳定这种关系，却不顾对方是否愿意坦率地说出自己的情况，抑或对方根本就拒绝友谊。
情感上的亲密关系，尤其是基于性关系的，通常在身体的结合后继续发展。换句话说，就是“坠入爱河”。 
另外，區分人與人之間的親密關係及有目的性的交換關係是有價值的。交換關係比較脆弱，可能因為意見不一致及利益衝突而導致交換關係破裂。而人的親密關係一般比較經受得住考驗。

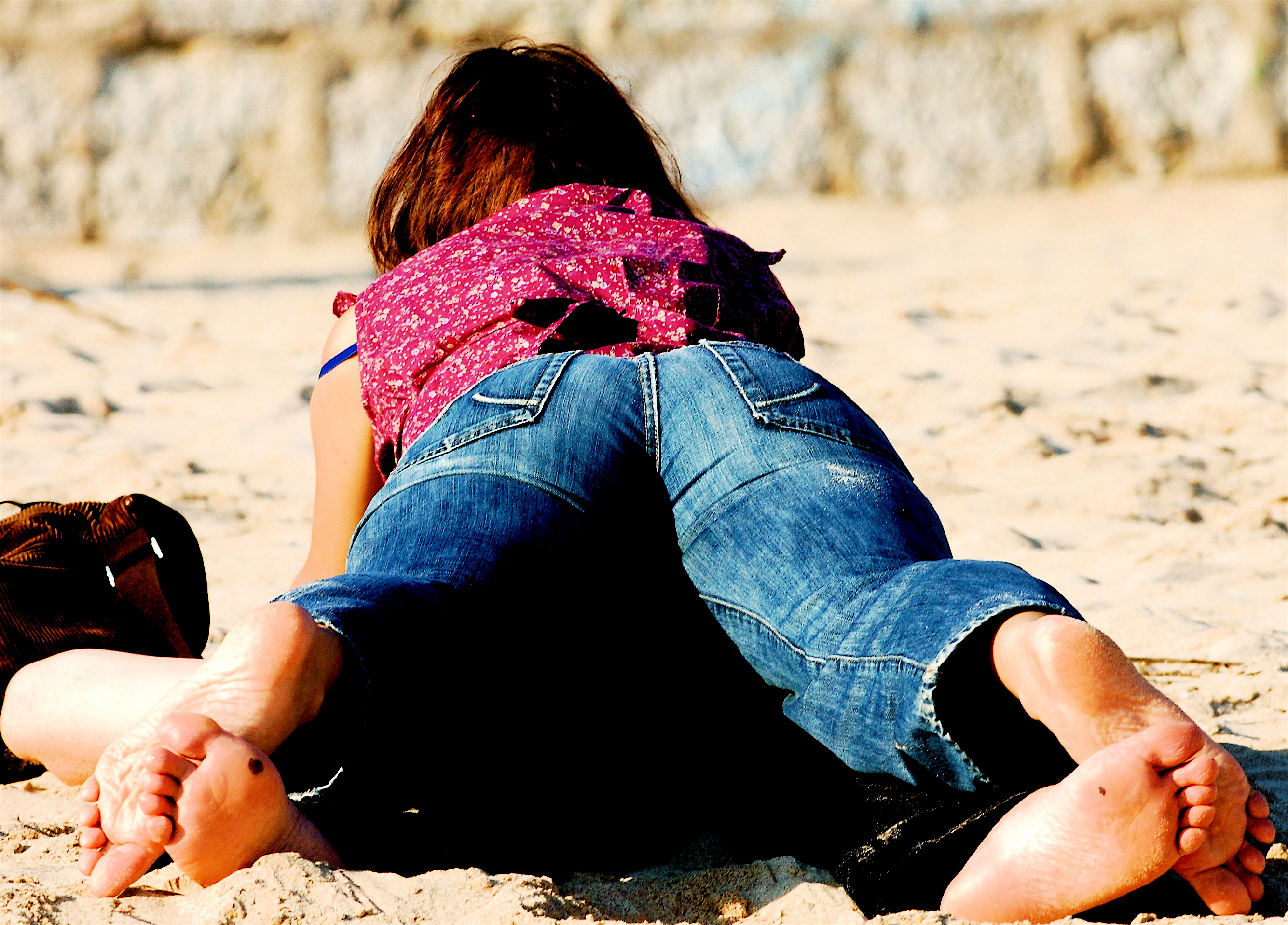
沙灘上的親密關係

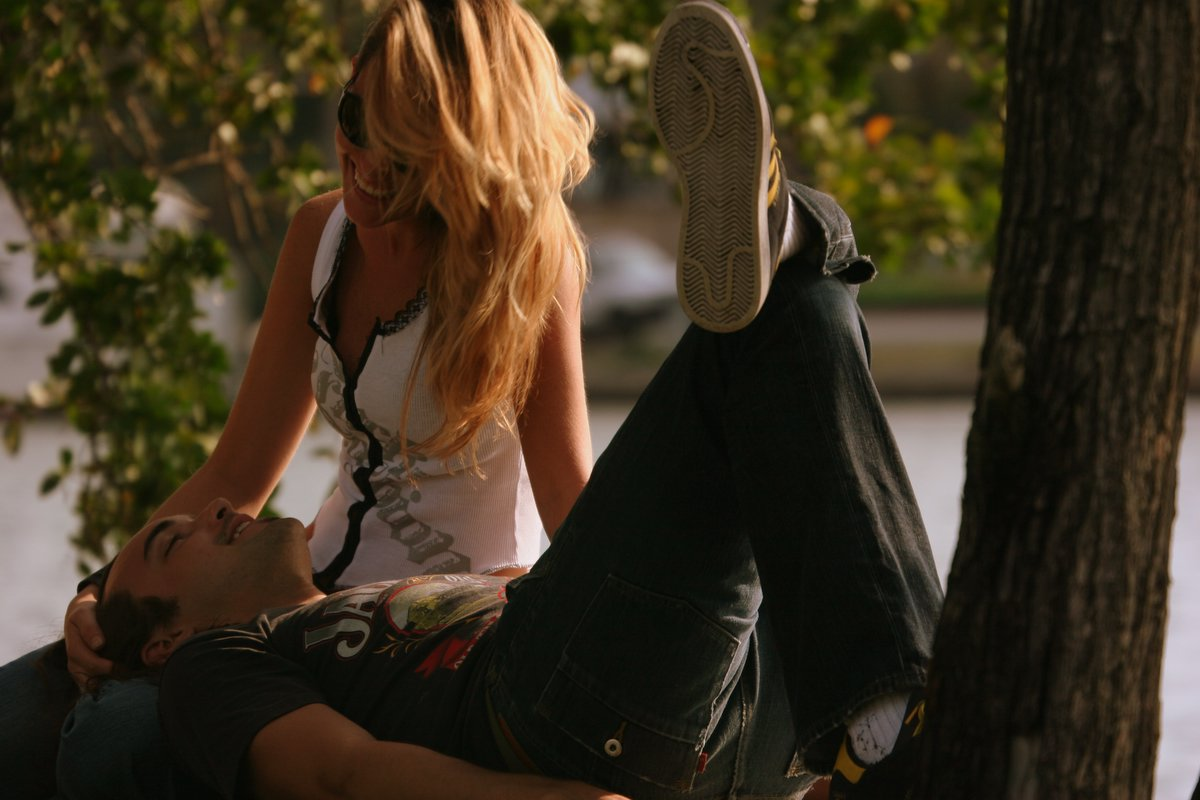
一對情侶

### 身體及情感上的親密
不論是身體及情感上的親密關係，愛都是其中很重要的因素。雖然這個詞非常難以定義，不過愛和喜歡之間有本質上的差異，而不只是程度上的差異，而且其中的差異不只是有或沒有性吸引力而已。
在親密關係中有二種不同的愛：激情的愛（passionate love）及友誼的愛（companionate love）。
若存在友谊的爱，那么存在这种爱的双方或多方对彼此强烈的感受减弱，取而代之的是温暖和体贴的拥护。其表现主要在：
- 真诚和持久的关系、相互的深刻认识[8]
- 互相关心
- 对同伴取得的成就表示自豪、为能够协作实现目标感到发自内心的喜悦。[7]

相反，激情的爱着重于一时的热恋和痴迷。其表现为：
- 对同伴的强烈关注
- 强烈的性渴望
- 乐于参与到狂喜的气氛中
- 和同伴团聚时十分兴奋[3]

通常，夫妻之间存在亲密关系，特别是之中的一员或两者意识到两人的关系是持久的时候。这样的夫妻通常对完成任务（尤其是劳动、工作中）感到有安全感。

## 亲密伙伴类型
存在亲密关系的角色包括：
- 男朋友、女朋友、性伴侣、性伙伴[3]
- 知己、朋友、兄弟情
- 家庭成员
- 生活成员
- 配偶
- 情妇
- 重要他人
- 同伴[9]

## 親密關係與暴力
在親密關係之中，無論是家人、情侶、多年好友，都有可能是口語或肢體暴力施加的一方。

## 親密關係與民主
研究發現社會民主化過程與親密關係的演進有緊密關係；其中，平等、尊重與協商皆在二者扮演重要角色。

## 亲密关系研究历史

### 古代哲学家——亚里士多德
古代的哲学家深刻地思考过对于忠诚度、美丽、嫉妒以及婚姻的满意程度，尽管他们的观点通常是不准确或具有误导性。
约2300年之前，亚里士多德就开始从事对人际关系的研究。他写道：“如果一个人能够对另一个人友好，并且对方也反过来对他友好，那么对对方而言，他就是自己的朋友”（亚里士多德，公元前330年）。亚里士多德相信，人类是具有社会性的。亚里士多德也同样暗示，人类之间存在3种不同的关系。
- 基于实用性的关系。人们被他人吸引，因为他人给自己提供了援助和归属感。
- 基于愉快的关系。人们被快乐的情绪所吸引，并且对自己和他人的关系感到愉快。
- 基于高尚品德上的关系。人们通常被其他人的高尚品德所吸引。

然而，基于实用性或愉快的关系通常被称为生命期极短的关系，假如只有一方能够一直从同伴那里获得好处而不懂得回报，这种关系就很容易破裂。
亚里士多德也暗示，建立在高尚品德上的关系将是存在最久的、唯一的一种关系，这种关系使得自己被他人所欣赏。虽然亚里士多德像其他古代哲学家一样提出了很多关于人际关系方面的考虑，但没有使用系统的方法，因此不能得到结论以证明他的想法和观点是正确的。古代哲学家受亚里士多德对亲密关系的分析的影响一直持续到十九世纪80年代

### 十九世紀80年代到二十世紀初期
現在的心理學及社會學出現在十九世紀後期。當時的研究者常會將人際關係列入他們的研究領域中，而且形成了一些新的理論，是後續親密關係研究上的基礎。佛洛依德研究親子之間的關係及對人格養成的影響，他認為童年時的經驗會藉由感受或期望，轉移到成人時的人際關係，佛洛依德也發現人在選擇婚姻伴侶時，男性會尋找和母親較類似的類型，而女生則尋找和父親較類似的類型。
1891年時，美國心理學家威廉·詹姆士認為一個人的自我概念是由他和別人的人際關係所定義。1897年時，法國社會學家塗爾干有對於社會隔離（social isolation）及社會疏離（social alienation）之研究，這個是一個很有影響力的關於親密關係的研究，塗爾干指出人被社會隔離是導致他自殺的關鍵原因，這個研究關注的是人際關係中的陰暗面及社會隔離所帶來的負面影響，塗爾干將此稱為「失範」。在1950年左右格奧爾格·齊美爾研究「二人群体」（Dyad，也就是二個人之間的關係），及其中的特點。齊美爾認為二人群体關係維持需要雙方的同意及參與，若只有其中一方參與，就可能會導致關係的結束。雖然這些人的理論有相關的資料可作為支持，不過他們的主要貢獻仍然是在概念上的，而不是一個以實驗為基礎的理論系統。

### 經驗主義的興起
1898年時社會學的研究開始使用實證調查（empirical investigation）的方式進行，是這個領域的一大突破。 Monroe 的論文探討兒童在選擇朋友時，會注意的特點及習慣，其中一些特點包括仁慈、快樂及誠實。Monroe針對2336個七到十六歲的兒童（或青少年）詢問以下的問題「你最喜歡怎樣的朋友？」，研究結果顯示兒童較喜歡選擇的朋友有以下的特點：和自己相同年齡、性別及體型，膚色及眼睛的顏色較淡，不會製造衝突，對動物和人都很仁慈，以及誠實。而兒童認為最不重要的特點包括有財富及宗教。

Monroe的研究是标志着关于亲密关系方面的研究发生了重要的转折：从哲学上的分析转为经验效度的研究。他的研究最终成为了人际关系科学的先河。不过，在Monroe有影响性的研究之后的很多年以来，很少有人做类似Monroe的研究。在20世纪30年代，只有有限的几个方面：关于儿童友谊，恋爱和婚姻以及家庭的研究。然而在第二次世界大战之前和战时，都很少有人做出人际关系方面的研究。直到20世纪60年代~70年代之前，亲密关系没有成为一个广泛的研究。不过在此之后，针对亲密关系的探索便蓬勃展开。

### 二十世紀的50年代及60年代
在社会心理学领域发生了一个受研究亲密关系影响重要转变。直到19世纪50年代后期，大多数研究都是不是实验性的。60年代，大于一般的发表过的文章都涉及到一些实验运用。60年代也是心理学科本身研究方法的一个转变。参与者大多数是大学生，实验性方法和研究成为了社会心理学的主要研究方法。在亲密关系领域的实验性的研究表明，人际关系也是一门值得研究的科学。这种转变使人际关系科学吸引了其他领域学者的注意，使亲密关系的研究成为国际化的多科目的研究。

### 二十世紀80年代到二十一世紀
在80年代初期，開始了第一次國際人際關係網路（International Network of Personal Relationships, INPR）的研討會，參加的研究者約有三百位，來自世界各地。在1984年3月出版了Journal of Social and Personal Relationships的期刊，90年代初期INPR分裂成二個組織，不過在2004年4月這二個組織又合併成國際關係研究研會（International Association for Relationship Research, IARR）。

### 2010年
如今，亲密关系利用来自不同样本的参与者和探讨广泛、多样的主题（其中包括长时间的家庭、友情和浪漫友情）进行研究。目前亲密关系的研究包括两方面：双方关系的积极的方面和消极（令人不愉快）的方面。
当前由约翰·高特曼和他的同事通过邀请已婚夫妇参与到一个舒适的环境中，并让他们重新考虑最后一次使他们吵架时的分歧。尽管参与者知道他们将会被录下来，但是他们仍很快地全神贯注于互动之中。随着秒级别对受访者的情绪反应的分析，高特曼已经可以准确地（准确率约为93%）预测受访夫妇的未来关系走向。
另一项关于亲密关系的研究由特里·奥尔布什和约瑟夫·维尔福进行。他们的方法是监测新婚夫妇的长期自我报告。参与者被要求提供有关他们和配偶关系的基本特征和当前状态。尽管其中很多的婚姻在研究初期就结束了，但是这种关系研究使研究者可以从开始到结束，环环相扣地亲身参与并发现哪些和婚姻联系起来并延续下去的因素和无影响因素。
虽然在人际关系科学的研究仍尚未成熟，但许多研究者都在继续扩大关于亲密关系研究的范围。

## 参見
- 情感親密
- 异地恋
- 自由結合（英语：Free union）
- 精神恋爱
- 浪漫
- 愛意
- 約會
- 人类的性
- 愛
- 慈悲
- 婚姻
- 單配偶制
- 一夫多妻制
- 一妻多夫制
- 一夫一妻制
- 教養
- 少年愛
- 身體親密
- 多配偶制
- 多邊戀
- 虐待性親密關係中的權力和控制（英语：Power and control in abusive intimate relationships）
- 關係狀態（英语：Relationship status）
- 感情紐帶
- 情緒勒索
- 社会人格学
- 母嬰維繫

親密關係中的角色
- 男朋友 / 女朋友
- 同居伴侣（英语：Domestic partnership）
- 妾
- 知己（英语：Confidant）
- 重要他人
- 生活伴侶（英语：Life partner）
- 性伙伴
- 性伴侶
- 情婦
- 爱人
- 夫妻
- 後備情人